# 오치 다이스케
오치 다이스케(일본어: 越智 大祐, 1983년 6월 30일 ~ )는 일본의 프로 야구 선수이며, 현재 센트럴 리그인 요미우리 자이언츠의 소속 선수(투수)이다.

## 인물

### 프로 입단 전
에히메현 오치군 기쿠마 정(현 : 이마바리시)출신으로 중학교 시절에는 포수로 활약을 했지만 닛타 고등학교 시절에는 주전 포수 자리를 놓고 포지션 경쟁에서 밀려나는 등 내야수를 거쳐 투수로 전향했다. 고교 졸업 후 와세다 대학 인간과학부에 진학하였고, 와세다 대학에서는 와다 쓰요시나 시미즈 다이스케에 뒤를 이은 투수로서 1년 봄부터 2년 가을까지 결점없는 11연승을 기록하는 등 와세다 대학 야구부 사상 최초로 도쿄 지역 6개 대학 야구팀으로 구성된 도쿄 6대학 야구 리그 4연패 달성에 기여했다.
3학년 때에는 일시적으로 컨디션이 떨어졌지만 곧바로 회복되어 가을에는 1.01의 평균자책점을 기록하여 최고 평균자책점상을 수상했다. 대학 시절의 통산 성적은 43경기에 등판해 15승 5패, 평균자책점 2.61. 투구 횟수(183회)를 웃도는 205개의 삼진을 빼앗았다. 2005년에 열린 프로 야구 대학·사회인 드래프트에서 요미우리 자이언츠로부터 4순시 지명을 받아 입단했다.

### 프로 입단 후

#### 2006년 ~ 2007년
2006년에는 2군에서만 뛰었고 이듬해 2007년에는 시즌 초반에 2군 투수 코치 고타니 다다카쓰로부터 조언을 받아 투구의 포인트를 잡았다. 6월 15일 등판하면서 결과를 남긴 이후에는 투구가 안정되었고, 150km/h를 넘는 속구를 주무기로 호투했다. 2군에서는 주로 중간 계투로서 22경기에 등판해 3승 1패와 평균자책점 3.07, 44개의 탈삼진을 기록했다. 그 해의 베이징 프레 올림픽 대표팀에 등록 후보에도 이름을 올려놓았지만 부상 때문에 출전을 포기했다.

#### 2008년
전년도 기대 이상의 활약으로부터 시즌 개막을 앞두고 처음으로 1군에 합류했고 3월 28일 도쿄 야쿠르트 스왈로스전에서는 중간 계투로서의 데뷔 첫 등판을 했다. 그러나 제구력 난조로 인해 홈런이나 안타를 허용하는 일이 많아지자 4월 18일에는 2군에 떨어졌다. 5월 4일 1군에 다시 등록한 후에는 패전 처리 투수로서 등판했지만 제구력과 평균자책점이 점차 개선되는 등 7월 25일의 도쿄 야쿠르트 스왈로스전에서 데뷔 첫 승리를 거뒀다.
시즌 도중부터는 야마구치 데쓰야와 함께 중간 계투의 일원으로 담당했다. 팀내 최다인 68경기에 등판하였을 뿐만 아니라 폭투도 15개를 기록해 센트럴 리그에서의 최다가 되었다. 11월 9일, 2008년 일본 시리즈인 사이타마 세이부 라이온스와의 7차전에서는 1점을 리드하고 있는 상황에서 7회부터 등판했는데 8회에 가타오카 야스유키에게 사구를 준 것을 빌미로 동점을 허용했고 이후 연속으로 볼넷을 허용한 것에 의해서 결국 히라오 히로시에게 결승 적시타를 허용하는 등 패전 투수가 되었지만, 하라 다쓰노리 감독은 “오치와 마음을 다한 것이기 때문에 틀림없다”라고 말하는 등 일개의 무명 투수로부터 이름을 올린 1년이 되었다. 시즌 종료 후에 가진 연봉 협상에서 연봉은 큰 폭으로 상승했고 등번호도 22번으로 변경되었다.

#### 2009년
시즌 개막 직전에는 오치와 함께 전년도에 신인왕을 차지할 정도로 활약한 야마구치와의 콤비명을 짓는 이벤트가 스포츠 호치에서 실시를 했는데 전체 응모수 1,290통 중에서 오치와 야마구치가 선택한 ‘풍신뇌신’(風神雷神)으로 결정했다. 오치는 ‘뇌전 포크’(雷電フォーク)로 타자를 교란시키는 ‘뇌신’을 목표로 한다는 자세를 보였다.
개막 이후부터는 시즌을 통해 불펜에서 대기하며 야마구치, 도요다 기요시와 함께 구원 투수로서 기여했고 4월 30일에는 마크 크룬을 대신해 마무리 투수를 맡아 데뷔 첫 세이브를 기록했다. 여름 이후에는 등판 간격이나 점수차가 벌어진 경기에서는 제구가 흐트러질 정도의 부진한 모습을 보이는 등 평균자책점은 전년도 2.40에서 3.30으로 나빠졌지만 1년을 통해 야마구치와 함께 ‘승리의 방정식’으로서 활약을 했다. 8월 2일의 한신 타이거스전에서는 야마구치가 맞이한 위기를 오치가 막아내는 상황도 있어 경기 종료 후 야마구치와 자신은 ‘두 사람이 1개’라고 발언했다.

#### 2010년
그 해에는 59경기에 등판하면서 3년 연속 50경기 이상 등판 기록을 달성했다. 구보 유야, 야마구치 데쓰야 등과 함께 승리 패턴에 있어서의 중간 계투로서 책임을 다했다. 시즌 종반에는 부진에 시달리고 있는 마크 크룬을 대신해서 마무리 투수를 맡는 상황도 볼 수 있었다. 평균자책점은 전년도와 같은 수준의 3.20이었지만 투구회는 56.1이닝으로 감소되는 등 다소 부족함이 남는 성적이었다.
시즌 종료 후 전년도보다 500만 엔이 감소된 8,000만 엔으로 재계약을 맺었다. 그 후 어패럴 관련 회사에 근무하고 있던 당시 24세 여성과의 결혼을 발표했는데, “지키는 것이 늘어났다. 가정의 수호신이며, 요미우리의 수호신으로 될 수 있도록 노력하고 싶다” 라고 말했다. 다음 해 2011년 4월 16일에는 딸이 탄생했다.

#### 2011년
마크 크룬이 요미우리를 떠나면서 중간 계투로의 전향도 기대되었지만 스프링 캠프에서 컨디션이 좋지 않아 개막전 엔트리에서 제외되었고 4월 하순에 부상당한 야마구치를 대신해서 1군에 승격했다. 8월 8일에는 2군에 떨어졌고 8월 26일에는 1군에 복귀하여 종반전에서는 안정된 투구를 보였지만, 최종적으로 시즌 등판수는 42경기에 그쳤다. 시즌 종료 후 명예 회복의 기대를 걸어 추계 스프링 캠프의 투수진 리더로 지명되었다.

## 플레이 스타일
150km/h 전후의 직구와 뇌전 포크라고 불리는 낙차가 큰 포크볼을 축으로 삼진을 빼앗는 투구 스타일을 갖고 있으며 던질 때에 앞발을 크게 앞에 발을 디디는 2단 모션 기색의 폼을 사용한다. 직구는 최고 속도 155km/h를 기록해 포크도 140km/h를 넘는다. 또, 약간 슈트 기색에 변화하는 투심과 슬라이더나 커브도 던진다.
2008년 1군에 데뷔한 이래 중간 계투진의 한 명으로서 활약하는 한편 2009년 이후에는 매년 여름마다 부진하는 경우가 많다.

## 출신 학교
- 닛타 고등학교
- 와세다 대학

## 선수 경력
- 요미우리 자이언츠(2006년 ~ )

## 개인 기록

### 투수 기록
- 첫 등판 : 2008년 3월 28일, 대 도쿄 야쿠르트 스왈로스 1차전(메이지 진구 야구장)
- 첫 탈삼진 : 상동.
- 첫 홀드 : 2008년 5월 21일, 대 지바 롯데 마린스 2차전(지바 마린 스타디움)
- 첫 승리 : 2008년 7월 25일, 대 도쿄 야쿠르트 스왈로스 13차전(도쿄 돔)
- 첫 세이브 : 2009년 4월 30일, 대 히로시마 도요 카프 6차전(MAZDA Zoom-Zoom 스타디움 히로시마)

### 타격 기록
- 첫 안타·첫 타점 : 2010년 4월 10일, 대 주니치 드래건스 2차전(도쿄 돔)

## 등번호
- 35(2006년)
- 62(2007년 ~ 2008년)
- 22(2009년 ~ )

## 연도별 성적
| 연도       | 소속       | 등 판 | 선 발 | 완 투 | 완 봉 | 무 볼 넷 | 승 리 | 패 전 | 세 이 브 | 홀 드 | 승 률 | 타 자 | 투 구 회 | 피 안 타 | 피 홈 런 | 볼 넷 | 고의 사구 | 死 구 | 탈 삼 진 | 폭 투 | 보 크 | 실 점 | 자 책 점 | 평균 자책점 | WHIP |
| ---------- | ---------- | ----- | ----- | ----- | ----- | -------- | ----- | ----- | -------- | ----- | ----- | ----- | -------- | -------- | -------- | ----- | --------- | ----- | -------- | ----- | ----- | ----- | -------- | ----------- | ---- |
| 2008년     | 요미우리   | 68    | 0     | 0     | 0     | 0        | 3     | 3     | 0        | 10    | .500  | 297   | 71.1     | 54       | 4        | 29    | 2         | 5     | 101      | 15    | 0     | 19    | 19       | 2.40        | 1.16 |
| 2009년     | 요미우리   | 66    | 0     | 0     | 0     | 0        | 8     | 3     | 10       | 24    | .727  | 294   | 71.0     | 63       | 6        | 22    | 2         | 2     | 70       | 5     | 0     | 28    | 26       | 3.30        | 1.20 |
| 2010년     | 요미우리   | 59    | 0     | 0     | 0     | 0        | 4     | 4     | 5        | 21    | .500  | 239   | 56.1     | 52       | 6        | 23    | 1         | 2     | 49       | 3     | 0     | 22    | 20       | 3.20        | 1.33 |
| 2011년     | 요미우리   | 42    | 0     | 0     | 0     | 0        | 3     | 2     | 0        | 11    | .600  | 163   | 39.1     | 27       | 1        | 18    | 0         | 2     | 43       | 1     | 0     | 14    | 12       | 2.75        | 1.14 |
| 통산 : 4년 | 통산 : 4년 | 235   | 0     | 0     | 0     | 0        | 18    | 12    | 15       | 66    | .600  | 993   | 238.0    | 196      | 17       | 92    | 5         | 11    | 263      | 24    | 0     | 83    | 77       | 2.91        | 1.21 |

- 2011년 기준, 굵은 글씨는 시즌 최고 기록.